# Giuseppe Biancani
Giuseppe Biancani (latinsko Josephus Blancanus), italijanski jezuit, astronom in matematik, * 8. marec 1566, Bologna, † 7. junij 1624, Parma.
Po njem se imenuje udarni krater Blankan (Blancanus) na Luni.
- Sphaera mundi, seu Cosmographia demonstrativa, 1653